# Lanave
Lanave (arag. A Nau) – miejscowość w Hiszpanii, w Aragonii, w prowincji Huesca, w comarce Alto Gállego, w gminie Sabiñánigo, 44 km od miasta Huesca.
Według danych INE z 1999 roku miejscowość zamieszkiwało 5 osób. Wysokość bezwzględna miejscowości jest równa 730 metrów.